# Nadir Zeineddin
Nadir Hassan Zeineddin (Florida, 15 maggio 2000) è un calciatore argentino, attaccante del Dep. Merlo.

## Carriera
Zeineddin è cresciuto nelle giovanili del Platense che lo ha prelevato dal Vélez Sarsfield all'età di quattordici anni. Ha firmato il suo primo contratto professionistico il 13 novembre 2020 ed il 5 dicembre ha esordito in prima squadra nell'incontro di Primera B Nacional pareggiato 1-1 contro il Deportivo Morón.
Il 9 giugno 2022 è stato ceduto in prestito per una stagione al Villa Dálmine.

## Statistiche

### Presenze e reti nei club
Statistiche aggiornate al 2 aprile 2024.
| Stagione        | Squadra         | Campionato      | Campionato | Campionato | Coppe nazionali | Coppe nazionali | Coppe nazionali | Coppe continentali | Coppe continentali | Coppe continentali | Altre coppe | Altre coppe | Altre coppe | Totale | Totale | Totale |
| Stagione        | Squadra         | Comp            | Pres       | Reti       | Comp            | Pres            | Reti            | Comp               | Pres               | Reti               | Comp        | Pres        | Reti        | Pres   | Reti   |        |
| --------------- | --------------- | --------------- | ---------- | ---------- | --------------- | --------------- | --------------- | ------------------ | ------------------ | ------------------ | ----------- | ----------- | ----------- | ------ | ------ | ------ |
| 2020            | Platense        | PBN             | 3          | 0          |                 | -               | -               |                    | -                  | -                  |             | -           | -           | 3      | 0      |        |
| 2021            | Platense        | PD              | 6          | 0          | CdL             | 2               | 0               |                    | -                  | -                  |             | -           | -           | 8      | 0      |        |
| 2022            | Villa Dálmine   | PBN             | 13         | 0          | CA              | 0               | 0               |                    | -                  | -                  |             | -           | -           | 13     | 0      |        |
| 2023            | Platense        | PD              | 9          | 0          | CA+CdL          | 0+4             | 0               |                    | -                  | -                  |             | -           | -           | 13     | 0      |        |
| 2024            | Platense        | PD              | 0          | 0          | CA+CdL          | 0               | 0               |                    | -                  | -                  |             | -           | -           | 0      | 0      |        |
| Totale carriera | Totale carriera | Totale carriera | 27         | 0          |                 | 10              | 0               |                    | -                  | -                  |             | -           | -           | 37     | 0      |        |